# Mesen (Fluss)
Die 966 km lange Mesen (russisch Мезень, fem.; deutsch auch der Mesen) ist ein Strom im Norden des europäischen Teils Russlands.

## Verlauf
Die Mesen entspringt in den Sümpfen an der Westflanke des Timanrückens, in etwa 370 m Höhe. Zunächst fließt sie auf dem Territorium der Republik Komi in einem engen Tal mit steilen und felsigen Ufern in südwestlichen Richtungen, wendet sich danach in nordwestliche Richtung und erreicht die Oblast Archangelsk. Im Mittellauf mäandriert der Fluss in weiten Bögen und hat eine große Zahl von Stromschnellen, welche die Schifffahrt erschweren. Auch der Unterlauf ab Einmündung der Waschka ist reich an Untiefen. Bis 64 Kilometer oberhalb der Mündung in den Mesenbusen des Weißen Meeres reicht der Einfluss der Gezeiten.
Die wichtigsten Nebenflüsse der Mesen sind von rechts Mesenskaja Pischma (Мезенская Пижма), Sula (Сула) und Pjosa (Пёза), von links die Waschka (Вашка).

## Hydrographie
Das Einzugsgebiet der Mesen umfasst 78.000 km². In Mündungsnähe beträgt die mittlere Wasserführung 886 m³/s (Minimum im März, Maximum im Mai mit 9530 m³/s). Im Unterlauf, bei der Stadt Mesen etwa 30 Kilometer oberhalb der Mündung, ist der Fluss 1300 Meter breit und bis 3 Meter tief, die Fließgeschwindigkeit beträgt 0,5 m/s. An der Mündung erreicht seine Breite fast 4 Kilometer, die Tiefe jedoch nur 1,2 Meter.
Die Mesen gefriert Anfang Oktober bis Mitte November und taut im April wieder auf. Sie ist immer bis zur Einmündung der Waschka (200 km oberhalb der Mündung), bei hohem Wasserstand bis zur Anlegestelle Makar-Ib (680 km) schiffbar.

## Infrastruktur
Am Mittellauf wird die Mesen westlich Koslan von einer bei Mikun von der Petschora-Eisenbahn abzweigenden Nebenstrecke erreicht. Hier überquert auch die einzige Straßenbrücke den Fluss (⊙).